# Redtenbacherus antennatus
Redtenbacherus antennatus är en insektsart som först beskrevs av Ludwig Redtenbacher 1908.  Redtenbacherus antennatus ingår i släktet Redtenbacherus och familjen Phasmatidae. Inga underarter finns listade i Catalogue of Life.